# Metamorpha vilarsi
Metamorpha vilarsi är en fjärilsart som beskrevs av Felix Bryk 1953. Metamorpha vilarsi ingår i släktet Metamorpha och familjen praktfjärilar. Inga underarter finns listade i Catalogue of Life.